# 北斗賞 (俳句)
北斗賞（ほくとしょう）は、日本の俳人のための、公募のコンクールによる俳句の新人賞。『俳句界』の発行元である文學の森が2009年に設立した。若手にチャンスを与える賞としての性質上、応募資格は満40歳までで、既作、新作、未発表作を問わず150句を選考対象とする。賞金はなく、受賞作をもとにした句集の出版が副賞（初版は印税なし）。

## 受賞者・受賞作
- 第15回（2024年）古田秀「ファインダー」
- 第14回（2023年）若林哲哉「嗽口」
- 第13回（2022年）佐々木紺「おぼえて、わすれる」
- 第12回（2021年）伊藤幹哲「白南風」
- 第11回（2020年）西川火尖「公開鍵」
- 第10回（2019年）藤原暢子「からだから」
- 第9回（2018年）諏佐英莉「やさしきひと」
- 第8回（2017年）堀切克洋「尺蠖の道」
- 第7回（2016年）西村麒麟「思ひ出帳」
- 第6回（2015年）抜井諒一「青蜥蜴」
- 第5回（2014年）藤井あかり「尖塔」
- 第4回（2013年）涼野海音「一番線」
- 第3回（2012年）高勢祥子「火粉」
- 第2回（2011年）堀本裕樹「熊野曼陀羅」
- 第1回（2010年）川越歌澄「雲の峰」

## 選考委員
- 第16回：仲寒蟬、木暮陶句郎、大高翔
- 第15回：阪西敦子、野中亮介、堀田季何
- 第14回：岸本尚毅、岡田由季、和田華凜
- 第13回：髙田正子、宮崎斗士、成田一子
- 第12回：稲畑廣太郎、佐怒賀正美、日下野由季
- 第11回：秋尾敏、山田佳乃、佐藤郁良
- 第10回：三村純也、恩田侑布子、関悦史
- 第9回：対馬康子、中内亮玄、堀本裕樹
- 第8回：横澤放川、鳥居真里子、山本素竹
- 第7回：中岡毅雄、田中亜美、立村霜衣
- 第6回：小島健、浦川聡子、木暮陶句郎
- 第5回：橋本榮治、大井恒行、今井肖子
- 第4回：守屋明俊、山田佳乃、渡辺誠一郎
- 第3回：稲畑廣太郎、四ツ谷龍、津川絵理子
- 第2回：星野高士、小林貴子、仙田洋子
- 第1回：石田郷子、五島高資、高山れおな